# Ianis Guerrero
Ianis Guerrero (Cidade do México, 20 de outubro de 1980) é um ator, roteirista e diretor mexicano. Ele participou do filme  Nosotros los Nobles. Que na época, foi o filme de maior bilheteria do México, sendo superado em 2014 pelo filme de Eugenio Derbez Não aceitamos devoluções.

## Biografia
Ele estudou atuação em Havana, Cuba no Instituto Superior de Arte e em Paris, na França, no Teatro Nacional de Chaillot. Quando terminar, ele cria a casa de produção da Artepepan Films. Escreveu e produziu o filme Malamados de Pedro Ramirez. Em 2008, escreveu e dirigiu Bruno y Mujer atrapada en habitación con tormenta. Finalista selecionada pelo Mont Blanc-Mercedes Benz para o Young Art Impulse Award com o curta-metragem The theatre is closed. Produz o documentário Princesitas de México de Laure Egoroff e Quem é Samantha? de Juan Pablo Cortés.
Com o projeto "Meu pai", ele ganha a bolsa de duas regiões francesas. Ele ganha o prêmio de roteiro de curta-metragem da Fundação Beaumarchais da França e é selecionado para o programa Writer's Lab no Binger Film Lab em Amsterdã. Selecionado para o Berlinale Talent Campus em Berlim, em fevereiro de 2011.
Em 2007, ganhou o prêmio Ariel de Melhor Curta-Metragem, por sua participação em Fin de Trayecto, dirigido por Acán Coen.
Atualmente participa da série Ravens Club, produzida pela Netflix, em que ele interpreta Moisés, um jogador de futebol e capitão da equipe que também tem problemas em seu casamento. A primeira temporada é composta por 13 episódios e foi lançado em 7 de agosto, um dos produtores é o próprio Gaz Alazraki, que dirigiu o filme Nosotros los Nobles.

## Filmografia

### Televisão
- 2019: Doña Flor y sus dos maridos - Aureliano
- 2017: Blue Demon - Carlos Ruiz "Viento Negro"
- 2016: Un camino hacia el destino - César
- 2015: Club de Cuervos - Moisés
- 2014: La gata - Damián
- 2013: Kipatla - Profesor Ismael
- 2013: La patrona - Minero Chávez
- 2012: Capadocia - León Aquino
- 2008: El Pantera
- 2007: 13 miedos - Aarón

### Filmes
- 2015: A la mala
- 2013: Nosotros los Nobles - Lucho
- 2010: Quién es Samantha
- 2009: Bala Mordida
- 2008: Morenita
- 2008: Casi Divas - Osiris
- 2007: Malamados, en la soledad todo está permitido - Alex

## Teatro
- La noche de la iguana
- El parking place del deseo
- Los 5 Nô modernos
- H2O notre soif de consolation est impossible à étancher
- Banc de touche
- La caisse